# Social Suicide
Social Suicide ist eine norwegische Post-Hardcore-Band aus Bergen, bestehend aus Marius Jahnsen (Gesang), Bjarte Haugland (Gitarre), Esteban Munoz (Schlagzeug) und Remi Arefjord (Bass).

## Geschichte
Social Suicide steht bei Redfield Records in Deutschland unter Vertrag und veröffentlichte dort am 15. April 2011 ihr Debütalbum Broken Pilgrims. Dieses Album wurde in vielen norwegischen Printmedien, darunter Aftenposten und Natt och Dag. Zuvor veröffentlichte die Gruppen zwei EPs unter den Namen Kansas City Shuffle (2008) und 5th Man on a Dead Mans Grave (2009) in Eigenregie.
Nachdem Social Suicide anfangs auf nationaler Ebene tourte, spielte die Band 2010 erstmals im Ausland. Diese war auf dem Freakstock-Festival im nordrhein-westfälischen Borgentreich. Auf dem Festival, das von den Jesus Freaks organisiert wurde, spielte Social Suicide unter anderem mit Pantokrator, No Longer Music und Good Weather Forecast. Im April und Mai 2011 trat die Gruppe auf der Through the Noise European Tour gemeinsam mit Comeback Kid, Kvelertak, Gravemaker und The Ghost Inside in ganz Europa auf. Während dieser Tour wurde auch eine Show auf dem Groezrock-Festival im belgischen Meerhout absolviert. Nachdem die Band wieder zurückgekehrt war, verließ Sänger Sondre Haug die Band und wurde wenig später von Marius Jahnsen ersetzt, der die Band bereits als Merchandise-Verkäufer begleitete. Im Oktober und November 2011 gingen Social Suicide mit der deutschen Band The Blackout Argument auf deren Abschiedstour durch Deutschland, Österreich und die Schweiz. Begleitet wurden diese von Till We Drop aus Ungarn.
Am 11. Mai wird das neue Album A Genetic Hoax auf Redfield Records veröffentlicht.

## Diskografie

### EPs und Singles
- 2008: Kansas City Shuffle
- 2009: 5th Man on a Dead Mans Grave
- 2011: Foreign Cults

### Alben
- 2011: Broken Pilgrims (Redfield Records)
- 2011: A Genetic Hoax (Redfield Records)

## Videos
- 5th Man on a Dead Mans Grave
- Broken Pilgrims